# Isłam Machaczew
Isłam Ramazanowicz Machaczew (ur. 27 października 1991 w Machaczkale) – rosyjski sambista oraz zawodnik mieszanych sztuk walki. Mistrz świata w sambo bojowym w wadze do 74 kilogramów. Od 2015 roku związany z UFC, w której był mistrzem wagi lekkiej w latach 2022-2025.

## Wczesne życie
Urodził się w Machaczkale i dorastał w odległej wiosce Burszy, gdzie trenował i rywalizował w sambo bojowym. Jest muzułmaninem. Wychowywał się z Chabibem Nurmagomiedowem i do dziś z nim trenuje. W Mistrzostwach Świata w Sambo Bojowym w 2016 roku zdobył złoty medal, w pojedynku finałowym zwyciężył wynikiem 7-0 nad Walentinem Beniszewem z Bułgarii.

## Kariera MMA

### M-1 Global
W swoim pierwszym pojedynku dla organizacji M-1 Global, który odbył się 12 lutego 2011 w Kijowie, zmierzył się z gruzińsko-ukraińskim zawodnikiem Tengizem Chuczuą. Wygrał walkę przez nokaut w pierwszej rundzie.
W swojej drugiej walce dla M-1 Global, zmierzył się z Mansourem Barnaouim, 9 kwietnia 2013 roku na gali M-1 Challenge 38. Wygrał przez jednogłośną decyzję (30-27, 30-27,30-27).
Później stoczył walkę z niepokonanym wówczas posiadaczem czarnego pasa brazylijskiego jiu-jitsu, Randerem Junio na gali M-1 Challenge 41. Wygrał przez jednogłośną decyzję.
7 czerwca 2014 roku na gali M-1 Challenge 49 zmierzył się z Jurijem Iwlewem. Kolejny raz dominował w walce i ostatecznie wygrał przez poddanie.
W swojej ostatniej walce dla M-1 Global przed podpisaniem kontraktu z UFC, pokonał bardziej doświadczonego Ivicę Truščka przez poddanie w trzeciej rundzie.

### UFC
2 października 2014 roku podpisał kontrakt na cztery walki z największą amerykańską organizacją – Ultimate Fighting Championship.
W debiucie dla tej organizacji, który odbył 23 maja 2015 roku na UFC 187 poddał Leo Kuntza w drugiej rundzie.

Pierwszą porażkę w karierze odnotował na gali UFC 192, gdzie przegrał przez techniczny nokaut w pierwszej rundzie z doświadczonym Adriano Martinsem 3 października 2015 roku.

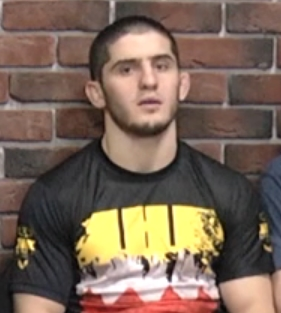
Machaczew w 2016

16 kwietnia 2016 roku na UFC on Fox 19 miał zmierzyć się z Drew Doberem. Po ważeniu, UFC ogłosiło, że Machaczew nie przeszedł testów na obecność meldonium. W rezultacie pojedynek został odwołany. USADA uchyliła zawieszenie Rosjanina po przesłuchaniu 2 lipca 2016 roku.
17 września 2016 roku na gali UFC Fight Night 94 powrócił do rywalizacji, by zmierzyć się z Chrisem Wade’em. Walkę wygrał przez jednogłośną decyzję.
Machaczew stoczył walkę z Nikiem Lentzem 11 lutego 2017 roku na gali UFC 208. Walkę wygrał przez jednogłośną decyzję (30-27, 30-25, 30-25).
Na gali UFC Fight Night 115 miał zmierzyć się z Michelem Prazeresem, ale wycofał się jednak z walki na początku sierpnia z powodów religijnych.
20 stycznia 2018 roku na UFC 220 zawalczył z Gleisonem Tibau. Walkę wygrał przez nokaut w zaledwie 57 sekundzie od rozpoczęcia pierwszej rundy.
28 lipca 2018 roku na gali UFC on Fox 30 skrzyżował rękawicę z Kajanem Johnsonem. Reprezentant Rosji obalił go w pierwszej rundzie, gdzie przeszedł do dosiadu i założył mu dźwignię, poddawając Kanadyjczyka.
26 stycznia 2019 roku na UFC 233 miał zmierzyć się z Francisco Trinaldo, ale 11 listopada 2018 roku został wycofany z udziału w wydarzeniu z nieujawnionego powodu i zastąpił go Alexander Hernandez.
20 kwietnia 2019 roku na UFC on ESPN+ 7 stoczył pojedynek z Ormianinem, Armanem Carukjanem. Walkę wygrał przez jednogłośną decyzję. Zwycięstwo to przyniosło mu bonus za walkę wieczoru.
7 września 2019 roku na UFC 242 stoczył walkę z Davim Ramosem. Wygrał przez jednogłośną decyzję sędziowską.
Machaczew miał zmierzyć się z Alexandrem Hernandezem 18 kwietnia 2020 roku na UFC 249. Został jednak usunięty z karty z powodu ograniczeń w podróżowaniu związanych z pandemią COVID-19.
24 października 2020 roku na UFC 254 miał skrzyżować rękawice z byłym mistrzem wagi lekkiej, Rafaelem dos Anjosem, ale 8 października 2020 roku podano, że Brazylijczyk przeszedł testy na obecność COVID-19 i został usunięty z walki. Walka została przesunięta na 14 listopada 2020 roku. 8 listopada podano do wiadomości, że Machaczew został zmuszony do wycofania się z występu z powodu zakażenia gronkowcem.
6 marca 2021 roku na UFC 259 zmierzył się z Amerykaninem, Drewem Doberem. Wygrał walkę przez poddanie duszeniem trójkątnym w trzeciej rundzie.
7 lipca 2021 roku na UFC on ESPN 26 poddał duszeniem zza pleców w czwartej rundzie Thiago Moisésa.
Niedoszła walka Machaczewa z Rafaelem dos Anjosem została przełożona i miała się odbyć 30 października 2021 na UFC 267, ale dos Anjos został zmuszony do wycofania się z niej z powodu kontuzji i został zastąpiony przez Dana Hookera. Machaczew wygrał walkę przez poddanie kimurą w pierwszej rundzie.
Oczekiwano, że walce wieczoru gali odbywającej się 26 lutego 2022 roku dojdzie do jego pojedynku z Beneilem Dariushem. 17 lutego poinformowano, że Amerykanin wypadł z walki z powodu kontuzji i zastąpi go Bobby Green. Machaczew zdominował i ubił swojego rywala w 1 rundzie.

#### Mistrz wagi lekkiej UFC

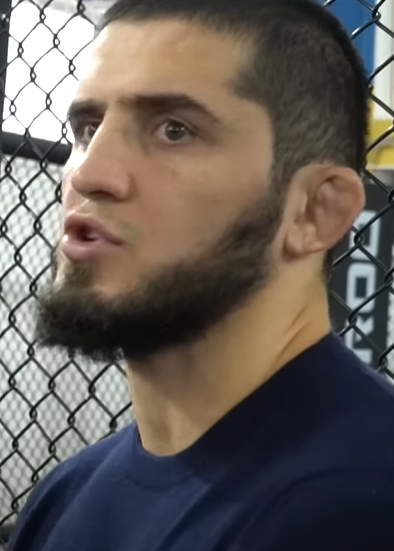
Machaczew w 2022 roku.

Na gali UFC 280, które odbyło się 22 października 2022 roku w Abu Zabi zmierzył się z Charlesem Oliveirą o wakujące mistrzostwo wagi lekkiej UFC. Zwyciężył w drugiej rundzie przez duszenie trójkątne po powaleniu Oliveiry ciosem wyprowadzonym w kontrze. Dzięki tej wygranej otrzymał bonus za występ wieczoru.
12 lutego 2023 w walce wieczoru gali UFC 284 przystąpił do pierwszej obrony mistrzowskiego pasa, w której zawalczył z mistrzem niższej dywizji, Alexandrem Volkanovskim. Po wyrównanej walce zwyciężył przez jednogłośną decyzję i tym samym obronił pas mistrzowski kategorii lekkiej. 
Swoją drugą obronę tytułu miał odbyć w pojedynku rewanżowym z Charlesem Oliveirą, który był zaplanowany na 21 października 2023 roku na UFC 294. Podczas konferencji prasowej po jednej z gali Contender Series prezydent UFC, Dana White, ogłosił, że podczas sparingu przed walką Brazyliczyk doznał rozcięcia łuku brwiowego, które wykluczyło go z udziału w walce, a nowym rywalem dagestańskiego mistrza został ponownie Alexander Volkanovski. Machaczew obronił pas ponownie pokonując Australijczyjka, tym razem przez widowiskowy nokaut wysokim kopnięciem na głowę w pierwszej rundzie. Po walce został wyróżniony kolejnym bonusem za występ wieczoru. 
1 czerwca 2024 w Newark podczas gali UFC 302 przystąpił do trzeciej obrony mistrzowskiego pasa, mierząc się z byłym tymczasowym mistrzem, Dustinem Poirierem. W połowie piątej rundy, gdy obaj zawodnicy znaleźli się na macie, Machaczew założył duszenie zwane D'arce , które po kilku sekundach odklepał Amerykanin. Kolejna obrona pasa przyniosła mu bonusy za walkę i występ wieczoru o łącznej wartości 100 000 dolarów. 
18 stycznia 2025 w walce wieczoru gali UFC 311 w Inglewood, poddał duszeniem D'arce już w pierwszej rundzie Brazylijczyka, Renato Moicano. Pierwotnie miał stoczyć rewanż z Armanem Carukjanem, jednak Ormianin na dzień przed wydarzeniem musiał wycofać się z pojedynku z powodu urazu pleców.

#### Przejście do wagi półśredniej
14 maja 2025 ogłoszono, że Machaczew zwakował pas mistrzowski wagi lekkiej i przeszedł do dywizji półśredniej.

## Osiągnięcia

### Mieszane sztuki walki
- 2011: Zdobywca krajowego Pucharu ProFC Union
- Ultimate Fighting Championship
  - 2022-2025: Mistrz UFC w wadze lekkiej[2][3]
  - Najmniej znaczących otrzymanych uderzeń na minutę w historii UFC[67][68]

- MMAjunkie.com
  - 2021: Poddanie miesiąca marzec vs. Drew Dober[69]
  - 2021: Poddanie miesiąca październik vs. Dan Hooker[70]
  - 2022: Poddanie miesiąca październik vs. Charles Oliveira[71]
  - 2022: Poddanie roku vs. Charles Oliveira[72]

- Sherdog
  - 2023: Zawodnik roku[73]
  - 2023: Walka roku vs. Alexander Volkanovski na UFC 284[74]
- World MMA Awards
  - 2023: Walka roku vs. Alexander Volkanovski na UFC 284[75]

- Wrestling Observer Newsletter
  - Najbardziej wybitny wojownik roku (2023)[76]
  - Walka MMA roku 2023 vs. Alexander Volkanovski na UFC 284[76]

### Sambo
- Fédération Internationale Amateur de Sambo (FIAS)
  - 2016: Mistrzostwa Świata FIAS w Sambo Bojowym – złoty medal
- Combat Sambo Federation of Russia
  - Rosyjski Narodowy złoty medalista Rosji (2014, 2016 w wadze -74 kg)[77][78]

### Grappling
- UWW Russian Grappling Federation
  - Mistrz Północnokaukaskiego Okręgu Federalnego

## Lista walk w MMA
| Wynik     | Bilans | Przeciwnik (bilans przed walką) | Rozstrzygnięcie                                   | Runda | Czas | Rozgrywki                              | Data       | Miejsce          | Uwagi                                                                                     |
| --------- | ------ | ------------------------------- | ------------------------------------------------- | ----- | ---- | -------------------------------------- | ---------- | ---------------- | ----------------------------------------------------------------------------------------- |
| Wygrana   | 27-1   | Renato Moicano (20-5-1)         | Poddanie (duszenie D'arce)                        | 1     | 4:05 | UFC 311                                | 18.01.2025 | Inglewood        | Obronił pas mistrzowski UFC w wadze lekkiej. Main Event.                                  |
| Wygrana   | 26-1   | Dustin Poirier (30-8. 1 NC)     | Poddanie (duszenie D'arce)                        | 5     | 2:42 | UFC 302                                | 01.06.2024 | Newark           | Obronił pas mistrzowski UFC w wadze lekkiej. Bonus za występ i walkę wieczoru. Main Event |
| Wygrana   | 25-1   | Alexander Volkanovski (25-2)    | KO (wysokie kopnięcie na głowę i ciosy pięściami) | 1     | 3:06 | UFC 294                                | 21.10.2023 | Abu Zabi         | Obronił pas mistrzowski UFC w wadze lekkiej. Bonus za występ wieczoru. Main Event         |
| Wygrana   | 24-1   | Alexander Volkanovski (25-1)    | Decyzja (jednogłośna)                             | 5     | 5:00 | UFC 284                                | 12.02.2023 | Perth            | Obronił pas mistrzowski UFC w wadze lekkiej. Main Event                                   |
| Wygrana   | 23-1   | Charles Oliveira (33-8. 1 NC)   | Poddanie (duszenie trójkątne rękoma)              | 2     | 3:16 | UFC 280                                | 22.10.2022 | Abu Zabi         | Zdobył wakujący pas mistrzowski UFC w wadze lekkiej. Bonus za występ wieczoru. Main Event |
| Wygrana   | 22-1   | Bobby Green (29-12-1)           | TKO (ciosy pięściami)                             | 1     | 3:23 | UFC Fight Night: Makhachev vs. Green   | 26.02.2022 | Las Vegas        | Limit umowny do 72,6 kg. Main Event                                                       |
| Wygrana   | 21-1   | Dan Hooker (21-10)              | Poddanie (kimura)                                 | 1     | 2:25 | UFC 267                                | 30.10.2021 | Abu Zabi         |                                                                                           |
| Wygrana   | 20-1   | Thiago Moisés (15-4)            | Poddanie (duszenie zza pleców)                    | 4     | 2:38 | UFC on ESPN: Makhachev vs. Moisés      | 17.07.2021 | Las Vegas        | Main Event                                                                                |
| Wygrana   | 19-1   | Drew Dober (23-9)               | Poddanie (duszenie trójkątne rękoma)              | 3     | 1:37 | UFC 259                                | 06.03.2021 | Las Vegas        |                                                                                           |
| Wygrana   | 18-1   | Davi Ramos (10-2)               | Decyzja (jednogłośna)                             | 3     | 5:00 | UFC 242                                | 07.09.2019 | Abu Zabi         |                                                                                           |
| Wygrana   | 17-1   | Arman Carukjan (13-1)           | Decyzja (jednogłośna)                             | 3     | 5:00 | UFC on ESPN+ 7: Olejnik vs. Overeem    | 20.04.2019 | Sankt Petersburg | Bonus za walkę wieczoru. Co-Main Event                                                    |
| Wygrana   | 16-1   | Kajan Johnson (23-12-1)         | Poddanie (dźwignia prosta na staw łokciowy)       | 1     | 4:43 | UFC on Fox: Alvarez vs. Poirier 2      | 28.07.2018 | Calgary          |                                                                                           |
| Wygrana   | 15-1   | Gleison Tibau (32-12)           | KO (cios pięścią)                                 | 1     | 0:57 | UFC 220                                | 20.01.2018 | Boston           |                                                                                           |
| Wygrana   | 14-1   | Nik Lentz (27-7-2)              | Decyzja (jednogłośna)                             | 3     | 5:00 | UFC 208                                | 11.02.2017 | Brooklyn         |                                                                                           |
| Wygrana   | 13-1   | Chris Wade (11-2)               | Decyzja (jednogłośna)                             | 3     | 5:00 | UFC Fight Night: Poirier vs. Johnson   | 17.09.2016 | Hidalgo          |                                                                                           |
| Przegrana | 12-1   | Adriano Martins (27-7)          | KO (cios pięścią)                                 | 1     | 1:46 | UFC 192                                | 03.10.2015 | Houston          |                                                                                           |
| Wygrana   | 12-0   | Leo Kuntz (17-1-1)              | Poddanie (duszenie zza pleców)                    | 2     | 2:38 | UFC 187                                | 23.05.2015 | Las Vegas        | Debiut w UFC                                                                              |
| Wygrana   | 11-0   | Ivica Trušček (25-21)           | Poddanie (duszenie trójkątne rękoma)              | 3     | 4:45 | M-1 Challenge 51                       | 07.09.2014 | Petersburg       | Limit umowny do 74,8 kg. Co-Main Event                                                    |
| Wygrana   | 10-0   | Jurij Iwlew (25-8)              | Poddanie (dźwignia prosta na staw łokciowy)       | 1     | 1:49 | M-1 Challenge 49                       | 07.06.2014 | Inguszetia       |                                                                                           |
| Wygrana   | 9-0    | Rander Junio (6-0)              | Decyzja (jednogłośna)                             | 3     | 5:00 | M-1 Challenge 41                       | 21.08.2013 | Petersburg       |                                                                                           |
| Wygrana   | 8-0    | Mansour Barnaoui (8-1)          | Decyzja (jednogłośna)                             | 3     | 5:00 | M-1 Challenge 38: Spring Battle        | 09.04.2013 | Petersburg       |                                                                                           |
| Wygrana   | 7-0    | Anatolij Kormilkin (0-1)        | Poddanie (dźwignia prosta na staw łokciowy)       | 1     | 3:17 | Lion’s Fights 2                        | 02.09.2012 | Petersburg       |                                                                                           |
| Wygrana   | 6-0    | Migel Grigorjan (7-0)           | Poddanie (duszenie zza pleców)                    | 1     | 4:25 | Siberian Fighting Championship 1       | 15.12.2011 | Tomsk            | Main Event                                                                                |
| Wygrana   | 5-0    | Władimir Egojan (3-0)           | Decyzja (niejednogłośna)                          | 2     | 5:00 | ProFC: Union Nation Cup Final          | 02.07.2011 | Rostów nad Donem |                                                                                           |
| Wygrana   | 4-0    | Magomied Ibragimow (1-1)        | Poddanie (duszenie trójkątne)                     | 2     | 3:15 | Tsumada Fighting Championship 5        | 01.07.2011 | Tsumadinsky      |                                                                                           |
| Wygrana   | 3-0    | Martiros Grigorjan (0-2)        | TKO (ciosy pięściami)                             | 1     | 2:52 | ProFC: Union Nation Cup 15             | 05.06.2011 | Symferopol       |                                                                                           |
| Wygrana   | 2-0    | Tengiz Chuczua (1-0)            | KO (cios pięścią)                                 | 2     | 0:30 | M-1 Selection Ukraine 2010: The Finals | 12.02.2011 | Kijów            |                                                                                           |
| Wygrana   | 1-0    | Magomied Biekbołatow (0-0)      | Decyzja (jednogłośna)                             | 2     | 5:00 | Tsumada Fighting Championship 4        | 01.08.2010 | Tsumadinsky      | Co-Main Event                                                                             |